# Whistle (canción)
«Whistle» —en español «Silbido»— es una canción del rapero estadounidense Flo Rida, lanzada el 24 de abril de 2012 como el tercer sencillo de su cuarto álbum de estudio, Wild Ones. Fue escrita por Flo Rida, David Glass, Marcus Killian, Justin Franks, Breyan Isaac y Antonio Mobley, mientras que la producción estuvo a cargo de DJ Frank E y Glass. Contiene letras sexualmente sugerentes que Flo Rida confirmó en una entrevista.
"«Whistle»" es una canción electropop, con elementos de hip Hop acompañada con guitarra, caracterizada por una melodía con un silbido. Tras su lanzamiento, la canción recibió críticas positivas de los críticos de música. Por lo general, alabó su sonido pop, señalando que tenía el potencial de convertirse en otro éxito con su "pegadizo" gancho. Sin embargo, varios críticos dieron una crítica agridulce de las letras que llaman "la canción menos sutil". Es considerada por muchos como muy degradante, ofensiva y una falta de respeto a las mujeres. «Whistle» fue un éxito comercial; encabezó las listas en algunos países, incluidos Australia, Canadá, Nueva Zelanda y la República de Irlanda, y alcanzó su punto máximo entre los diez primeros en muchos otros, incluidos Dinamarca, los Países Bajos, España y el Reino Unido. En la semana del 25 de agosto, logró encabezar el Billboard Hot 100, destronando a «Call Me Maybe», de Carly Rae Jepsen, que encabezó la lista por nueve semanas consecutivas. Luego de una semana en la cima, 'Whistle' bajó al 2.º puesto, ya que «We Are Never Ever Getting Back Together», de Taylor Swift, encabezó la lista.
Un video musical para la canción, dirigido por Marc Klasfeld, fue lanzado el 24 de mayo de 2012. Fue filmado en Acapulco, México, y hace uso de la pantalla dividida en varios puntos. En su mayoría se muestra a Flo Rida y varias chicas en la playa. Tras su lanzamiento, recibió críticas positivas de los críticos, quienes señalaron que se trataba de un acompañamiento perfecto para la canción. Flo Rida también promovió la canción de su realización durante el final del show de talentos The Voice.

## Lista de canciones
- Descarga digital[1]

1. «Whistle» – 3:45

- Sencillo en CD

1. «Whistle»" – 3:48
2. «Wild Ones» (Alex Guesta remix) – 6:59

## Créditos y personal
Credits are taken from the liner notes of Wild Ones.
- Flo Rida – compositor
- David Glass – compositor, productor, grabación
- Marcus Killian – compositor
- Adam Privitera - silbador
- DJ Frank E – compositor, productor
- Breyan Isaac – compositor
- Antonio Mobley – compositor
- Trent Mazur - guitarra, teclados
- Mike Freesh - bajo, batería
- JP "The Specialist" Negrete – grabación
- Manny Marroquin – mezcla
- Chris Galland – asistente de sonido
- Delbert Bowers – asistente de sonido
- Pat Kraus – masterización

## Posiciones
| Lista (2012)                            | Mejor posición |
| --------------------------------------- | -------------- |
| Alemania (Media Control AG)             | 2              |
| Australia (ARIA)                        | 1              |
| Austria (Ö3 Austria Top 40)             | 2              |
| Bélgica (Flandes) (Ultratop 50)         | 2              |
| Bélgica (Valonia) (Ultratop 50)         | 8              |
| Canadá (Canadian Hot 100)               | 1              |
| República Checa (Rádio Top 100)         | 1              |
| CEI (TopHit Airplay)                    | 1              |
| Dinamarca (Tracklisten)                 | 3              |
| Escocia (Scottish Singles Sales Chart)  | 1              |
| Eslovaquia (Singles Digitál Top 100)    | 1              |
| España (Top 100 Canciones)              | 8              |
| Estados Unidos (Billboard Hot 100)      | 1              |
| Estados Unidos (Mainstream Top 40)      | 1              |
| Estados Unidos (Adult Top 40)           | 25             |
| Estados Unidos (Hot Rap Songs)          | 2              |
| Estados Unidos (Hot Dance Club Songs)   | 32             |
| Estados Unidos (Dance/Mix Show Airplay) | 12             |
| Estados Unidos (Hot Latin Songs)        | 30             |
| Finlandia (OFC)                         | 3              |
| Francia (SNEP)                          | 2              |
| Hungría (Single Top 40)                 | 5              |
| Hungría (Dance Top 40)                  | 4              |
| Irlanda (IRMA)                          | 1              |
| Italia (FIMI)                           | 3              |
| Japón (Japan Hot 100)                   | 27             |
| México (Mexico Airplay)                 | 2              |
| Noruega (VG-lista)                      | 1              |
| Nueva Zelanda (Recorded Music NZ)       | 1              |
| Países Bajos (Dutch Top 40)             | 3              |
| Polonia (Polish Airplay Top 100)        | 1              |
| Portugal (Portugal Digital Song Sales)  | 5              |
| Reino Unido (UK Singles Chart)          | 2              |
| Reino Unido (UK R&B Chart)              | 1              |
| Rumania (Romanian Top 100)              | 5              |
| Rusia (Tophit)                          | 1              |
| Rusia (2M)                              | 6              |
| Suecia (Sverigetopplistan)              | 1              |
| Suiza (Schweizer Hitparade)             | 1              |
| Ucrania (Tophit)                        | 4              |

## Certificaciones
| País                       | Certificación | Ventas    |
| -------------------------- | ------------- | --------- |
| Alemania (BVMI)            | 5×            | 750 000   |
| Australia (ARIA)           | 6x            | 500 000   |
| Austria (IFPI Austria)     |               | 30 000    |
| Bélgica (BEA)              |               | 15 000    |
| Canadá (Music Canada)      | 5×            | 400 000   |
| Dinamarca (IFPI Dinamarca) |               | 15 000    |
| España (PROMUSICAE)        |               | 60 000    |
| Estados Unidos (RIAA)      | 5x            | 3 300 000 |
| Francia (SNEP)             |               | 75 000    |
| Italia (FIMI)              | 2×            | 60 000    |
| México (AMPROFON)          | +             | 90 000    |
| Nueva Zelanda (RMNZ)       | 3×            | 45 000    |
| Reino Unido (BPI)          | 2x            | 1 200 000 |
| Suecia (GLF)               | 5×            | 200 000   |
| Suiza (IFPI Suiza)         |               | 30 000    |

## Historial de lanzamientos
| País           | Fecha de lanzamiento | Formato          | Discográfica                            |
| -------------- | -------------------- | ---------------- | --------------------------------------- |
| Estados Unidos | 24 de abril de 2012  | Descarga digital | Poe Boy Entertainment, Atlantic Records |
| Reino Unido    | 5 de junio de 2012   | Descarga digital | Poe Boy Entertainment, Atlantic Records |
| Alemania       | 29 de enero de 2013  | Sencillo en CD   | Poe Boy Entertainment, Atlantic Records |
| Estados Unidos | 26 de junio de 2012  | Mainstream Radio | Poe Boy Entertainment, Atlantic Records |